# 徐雄
徐雄（1973年10月—），男，汉族，安徽池州人，中华人民共和国政治人物，曾任桐城市人民政府市长，现任中共桐城市委书记。

## 人物经历
2018年3月15日，桐城市第十六届人民代表大会常务委员会第11次会议通过，桐城市人民政府副市长徐雄同志代理市长。
2018年7月27日，桐城市第十六届人民代表大会第三次会议上，徐雄当选为桐城市人民政府市长。
2020年5月19日下午，桐城市领导干部会议召开。徐雄同志任桐城市委书记，免去其桐城市人民政府市长的职务。

## 职务任免
2018年3月1日，中共安庆市委决定：徐雄同志任桐城市委委员、常委、副书记。